# Variante de Pasamayo
La variante de Pasamayo es una área que forma parte de la Ruta nacional PE-1, se encuentra dentro del departamento de Lima entre los distritos de Aucallama y Ancón pertenecientes a las provincias de Huaral y Lima respectivamente.

## Uso
El serpentín de Pasamayo es usado por los vehículos de transporte pesado, mientras que la Variante está destinada al transporte ligero y público.

## Peligrosidad
Este tramo de la Panamericana Norte posee una alta peligrosidad, sobre todo entre los meses de abril y diciembre debido a la presencia de niebla, la cual se agudiza al caer la noche. A esto hay que sumarle los deslizamientos de arena. Por ello es recomendable mantenerse en el carril derecho, encender los antinieblas, las luces intermitentes y sobre todo no exceder el límite de velocidad del tramo, pues el peligro de aquaplaning es latente. El 18 de junio de 2025, un colisión múltiple entre varios vehículos a causa de una neblina dejo una persona fallecida y al menos 33 heridos.